# Bodies: The Exhibition

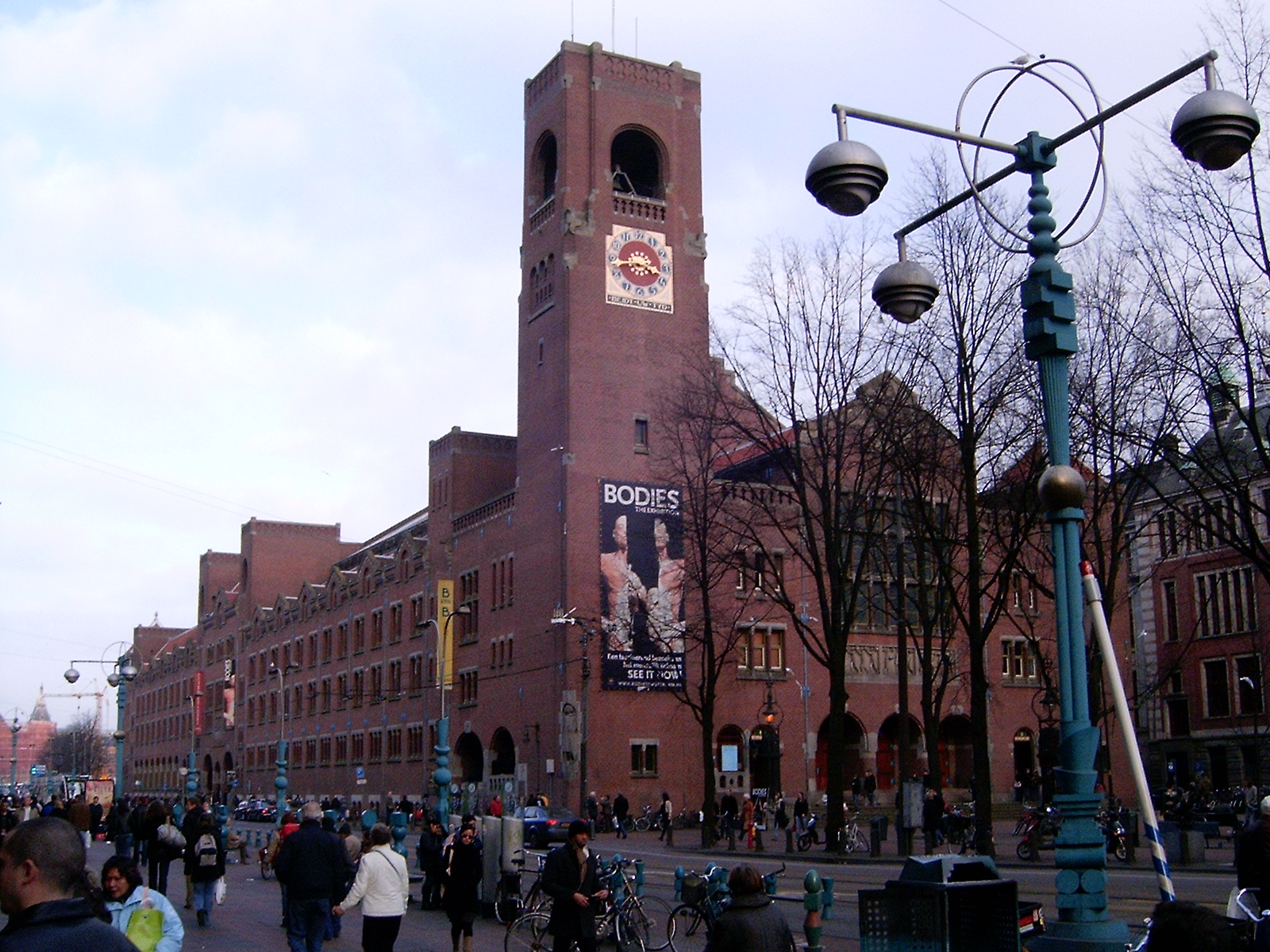
Beurs van Berlage in 2007: met torenbanier 'Bodies: The Exhibition'

Bodies: The Exhibition is een tentoonstelling die op diverse plaatsen in de wereld te zien geweest is, onder meer in  New York en Londen en in de Beurs van Berlage te Amsterdam.
Deze tentoonstelling bestaat uit vijfentwintig geconserverveerde (geplastineerde) lichamen die in een bepaalde houding zijn neergezet en daarnaast uit tweehonderdzestig opengewerkte en geplastineerde onderdelen van het menselijk lichaam.
Over dit soort tentoonstellingen is veel te doen geweest. Velen vinden het niet ethisch om overledenen op deze manier tentoon te stellen.